# Episodi di False Flag (seconda stagione)
La seconda stagione della serie televisiva False Flag, composta da 10 episodi, è stata trasmessa in Israele su Channel 2 dal 21 novembre 2018 al 2 gennaio 2019.
In Italia la stagione è andata in onda su Fox dal 21 maggio al 9 luglio 2019.
| n° | Titolo originale | Titolo italiano     | Prima TV Israele | Prima TV Italia |
| -- | ---------------- | ------------------- | ---------------- | --------------- |
| 1  | Episode 1        | Scomparsi           | 21 novembre 2018 | 21 maggio 2019  |
| 2  | Episode 2        | Interrogatori       | 21 novembre 2018 | 28 maggio 2019  |
| 3  | Episode 3        | Arresti domiciliari | 28 novembre 2018 | 4 giugno 2019   |
| 4  | Episode 4        | La fuga             | 5 dicembre 2018  | 11 giugno 2019  |
| 5  | Episode 5        | Il cottage          | 12 dicembre 2018 | 18 giugno 2019  |
| 6  | Episode 6        | Il cown             | 12 dicembre 2018 | 25 giugno 2019  |
| 7  | Episode 7        | Mandanti            | 19 dicembre 2018 | 2 luglio 2019   |
| 8  | Episode 8        | La vacanza          | 26 dicembre 2018 | 2 luglio 2019   |
| 9  | Episode 9        | Confessione         | 2 gennaio 2019   | 9 luglio 2019   |
| 10 | Episode 10       | Lo scambio          | 9 gennaio 2019   | 9 luglio 2019   |